# Martina Rizzelli
Martina Rizzelli (Como, 24 marzo 1998) è un'ex ginnasta italiana, membro della squadra che ha partecipato alle Olimpiadi di Rio de Janeiro 2016.
Da maggio 2016 è caporale dell'Esercito italiano, membro della squadra femminile del Centro Sportivo Olimpico dell’Esercito.

## Carriera
Martina Rizzelli comincia la pratica della ginnastica alla Polisportiva Carnini di Fino Mornasco, dove tuttora è allenata da Laura Rizzoli; si allena anche con il tecnico della Brixia Enrico Casella al PalAlgeco.
Nel 2006 partecipa ai campionati regionale, interregionale, e nazionale di categoria Allieve.
Nel 2007 partecipa ai campionati regionale, interregionale, nazionale di categoria Allieve, vincendoli, e ai campionati di serie C2, in cui si classifica al primo posto.
Nel 2009 partecipa ai campionati regionale, interregionale e nazionale di categoria Allieve, vincendo i primi due e ottenendo il 3º posto al nazionale; partecipa anche alla serie C1, vincendola.
Nel 2010 si classifica al secondo posto nel campionato nazionale di Categoria L4, e vince i campionati regionale e nazionale di serie C1. Esordisce in campo internazionale nel mese di giugno, quando, insieme alle compagne Serena Bugani, Elisa Meneghini, Lara Mori e Enus Mariani, partecipa ad un quadrangolare a Tolone con Germania, Svizzera e Francia; con uno stacco di dieci punti dalla seconda classificata (153.400) e di venti punti dalla terza (143.500), l'Italia vince il concorso a squadre con 163.550 punti.

## Carriera junior

### 2011: Serie A1
Nel 2011 partecipa alla serie A1, con la Ginnastica Brixia, nella prima tappa e nella seconda tappa ad Ancona e Bari contribuisce alla vittoria della Brixia, nella terza tappa a Padova ottiene il secondo posto con la squadra.

### 2012: Serie A1, Campionati di Categoria
Nel 2012, partecipa alla Serie A1 nuovamente con la Brixia, con le compagne Erika Fasana, Greta Carnessali e Vanessa Ferrari. Nella prima tappa ad Ancona vince l'oro, partecipa poi alla seconda tappa a Bari dove la Brixia conferma il primo gradino del podio nella terza tappa a Firenze vincono l'argento, così come nell'ultima tappa di serie A a Padova, la Brixia conquista il secondo gradino del podio.
Partecipa poi al campionato di categoria con 50,350 si classifica in quarta posizione dietro ad Alessia Leolini, Lavinia Marongiu e Sofia Bonistalli.

### 2013: Serie A, Trofeo Città di Jesolo, Assoluti, EYOF
Partecipa alla prima tappa di Serie A con la Brixia a Padova dove raggiunge il secondo gradino del podio.
Martina fa il suo debutto internazionale nel marzo 2013 alla 6ª edizione del Trofeo Città di Jesolo, vincendo la medaglia d'oro con la nazionale nel concorso Juniores (insieme a: Lavinia Marongiu, Sofia Busato, Sofia Bonistalli, Enus Mariani e Tea Ugrin). Nelle finali di specialità del giorno successivo al volteggio con 13,400 si ferma in quarta posizione dopo Bailie Key, Nicole Terlenghi e Aiko Sughiara, alle parallele vince invece la medaglia d'argento dietro a Enus Mariani e Bailie Key. Si piazza anche al 7º posto nel concorso generale.
Viene poi convocata per gli assoluti di Ancona dove si classifica in quarta posizione nell'all-around dietro a Tea Ugrin, Elisa Meneghini e Giorgia Campana. Si qualifica poi per la finale a parallele che termina in sesta posizione con 12,400 punti.
A luglio 2013 viene convocata, insieme a Lara Mori e Tea Ugrin, a far parte della squadra nazionale per gli EYOF di Utrecht 2013. Il 17 luglio si tiene la finale a squadre: con una gara non eccellente, la squadra italiana chiude quinta. Martina conquista le finali al volteggio e alle parallele: alle parallele vince la medaglia d'oro con 14.150 punti, davanti alla francese Louise Vanhille (13.950) e alla connazionale Tea Ugrin che, con 13.700 punti, ottiene il bronzo; al volteggio chiude ultima, con una media di 13.400 punti (12.900 e 13.900).

## Carriera senior

### 2014: Serie A1, Trofeo Città di Jesolo, Europei di Sofia, Assoluti di Ancona, Novara Cup, Golden League, Mondiali di Nanning
Il 2014 segna l'ingresso di Martina fra le seniores.
L'8 febbraio partecipa alla prima gara della stagione di Serie A1, con la Brixia: ottiene il secondo miglior punteggio al volteggio (14,500) ed il terzo migliore alle parallele (13,450).
L'8 marzo, a Torino, seconda tappa del campionato di Serie A, ottiene 14,350 al volteggio e 13,600 alle parallele.
Partecipa poi al Trofeo Città di Jesolo, dove con 54,400 punti si classifica quindicesima nell'all-around, vince poi l'argento con la squadra e ottiene la finale alle parallele dove si ferma in sesta posizione con 13,367 punti.
Il 30 aprile la Rizzelli viene convocata a far parte della squadra senior per gli Europei di Sofia. Nella finale a squadre l'Italia termina al 5º posto. La Rizzelli ottiene 14,400 punti al volteggio e, a causa di due cadute, solo 10,400 alle parallele.
Il 31 maggio partecipa ai Campionati assoluti 2014 svoltisi ad Ancona. Nel concorso individuale ottiene 14,250 al volteggio, 14,000 alle parallele (sua miglior prestazione stagionale), 12,300 alla trave e 12,800 punti al corpo libero: con un totale di 53,250 punti si classifica al quinto posto. Inoltre, si qualifica in finale alle parallele con il secondo punteggio, dietro al 14,400 di Giorgia Campana. Il giorno successivo, con 13,650 punti, sale sul secondo gradino del podio, dietro a Giorgia Campana (13,700).
Partecipa poi alla Novara Cup con Vanessa Ferrari, Erika Fasana, Lavinia Marongiu, Elisa Meneghini, Lara Mori, Sofia Bonistalli e Giorgia Campana. La Rizzelli si classifica sesta nell'all-around e l'Italia con 222,450 punti batte Spagna, Belgio e Svezia.
Alla Golden League di Porto San Giorgio vince l'oro con la squadra, si classifica non nell'all-around, alla finale al volteggio si classifica quinta, e termina invece sesta la finale a parallele e al corpo libero.
Viene poi convocata per i campionati mondiali con Vanessa Ferrari, Erika Fasana, Elisa Meneghini, Lara Mori, Lavinia Marongiu e Giorgia Campana in qualificazione compete al volteggio dove ottiene 14,466, alle parallele ottiene 12,266 e al corpo libero ottiene 11,600. Nella finale a squadre compete solo al volteggio dove raggiunge 14,100 ed aiuta la squadra italiana a raggiungere la quinta posizione.

### 2015: Serie A, Trofeo Città di Jesolo, Europei di Montpellier, Golden League, Assoluti di Torino, Infortunio
Partecipa alle tappe di serie A.
Partecipa poi al Trofeo Città di Jesolo con Erika Fasana, Carlotta Ferlito, Tea Ugrin, Alessia Leolini ed Elisa Meneghini, la squadra italiana vince la medaglia d'argento, partecipa alle finali a parallele e corpo libero che termina entrambe in sesta posizione.
Viene convocata agli Europei di Montpellier dove si qualifica per la finale alle parallele asimmetriche con l'ottavo punteggio, non si qualifica alla finale individuale per la regola "two for country". Rientra però in sostituzione di Vanessa Ferrari, al termine di una gara pulita si classifica al nono posto, a pochi centesimi dalla consegna dei diplomi. Il giorno successivo conclude al quinto posto la finale alle parallele asimmetriche.
Partecipa alla Golden League, dove ottiene un argento di squadra, un oro al volteggio pari merito con Sofia Busato, un argento individuale dietro a Carlotta Ferlito e davanti a Enus Mariani e un argento a parallele dietro ad Enus Mariani.
Partecipa ai campionati assoluti di Torino, dove si classifica quinta nell'all-around, si qualifica poi per la finale alle parallele, dove diventa campionessa italiana precedendo Giada Grisetti e Giorgia Campana, poco prima dipartire per i mondiali Martina si infortuna in allenamento. Subirà poi un intervento. .

### 2016: Serie A, Europei di Berna, Campionati Italiani assoluti di Torino, Olimpiadi di Rio
Nel 2016 partecipa alla prima, seconda e quarta tappa di serie A con la Brixia.
A Giugno partecipa agli europei di Berna dove ottiene la finale a squadre con un punteggio di 162.128 e individualmente si qualifica alle parallele asimmetriche con un punteggio di 14.166.Nella finale a squadre si piazza quinta con la squadra e nella finale a parallele purtroppo dopo un errore si piazza ottava con 13.366.
A luglio partecipa ai Campionati italiani assoluti dove vince l'argento al volteggio pari merito con Arianna Rocca con 14.200 e riesce a confermare il titolo di campionessa Italiana alle parallele con 14.650 dopo quello conquistato un anno prima sempre a Torino.
Successivamente viene convocata a far parte della squadra che partecipare alle Olimpiadi di Rio de Janeiro 2016 con Carlotta Ferlito, Vanessa Ferrari, Erika Fasana ed Elisa Meneghini, dove nelle qualifiche compete a volteggio 14.533 e alle parallele asimmetriche 14.033 .Purtroppo la squadra Italiana a causa di troppe cadute alla trave deve accontentarsi di 169.396 che non basta a entrare tra le 8 squadre più forti del mondo e quindi non partecipa nella finale a squadre.

### 2017: Serie A
Dopo le olimpiadi torna in gara nella seconda e terza tappa di Serie A dove compete nella seconda solo a parallele, nella terza sia a volteggio che parallele.

### 2018: Incontro internazionale di Russelsheim, Mondiali di Doha, Coppa del Mondo di Cottbus
La Rizzelli viene poi convocata per partecipare ad un collegiale in preparazione ai mondiali di Doha, e ad un incontro internazionale in Germania a Russelsheim, ultimo incontro prima dei Mondiali di Doha, insieme a Caterina Cereghetti, Irene Lanza, Sara Ricciardi, Martina Basile e Lara Mori, la squadra italiana vince la medaglia d'argento.
La Rizzelli partecipa poi ai mondiali di Doha dove compete solo alle parallele ottenendo 12.800. Decide poi di intraprendere il percorso di coppe del mondo in avvicinamento alle olimpiadi di Tokyo 2020. Partecipa infatti alla Coppa del mondo di Cottbus dove gareggia alle parallele e ottiene 13,266.

### 2019: Coppe del Mondo, Universiade
Partecipa alle prime tre tappe di coppa del mondo di Melbourne, Doha e Baku, dove la Rizzelli centra tutte e tre le volte la finale di specialità a parallele. Viene poi convocata alle Universiadi insieme a Carlotta Ferlito e Lara Mori, compete alle parallele dove ottiene 13,450, aiutando così la squadra italiana a vincere la medaglia di bronzo, poi ottiene la finale alle parallele che termina in quinta posizione con 13,200 punti.
Durante un allenamento si infortuna al gomito essendo così costretta ad un'operazione e a dover fermare la sua preparazione fisica.
Il 24 giugno 2022 annuncia il suo ritiro dall'attività agonistica.